# Vosne-Romanée
Vosne-Romanée és un municipi francès, situat al departament de la Costa d'Or i a la regió de Borgonya - Franc Comtat. L'any 2007 tenia 436 habitants.

## Demografia

### Població
El 2007 la població de fet de Vosne-Romanée era de 436 persones. Hi havia 183 famílies, de les quals 50 eren unipersonals (21 homes vivint sols i 29 dones vivint soles), 62 parelles sense fills, 67 parelles amb fills i 4 famílies monoparentals amb fills.
La població ha evolucionat segons el següent gràfic:
Habitants censats

### Habitatges
El 2007 hi havia 227 habitatges, 184 eren l'habitatge principal de la família, 8 eren segones residències i 35 estaven desocupats. 213 eren cases i 14 eren apartaments. Dels 184 habitatges principals, 135 estaven ocupats pels seus propietaris, 38 estaven llogats i ocupats pels llogaters i 10 estaven cedits a títol gratuït; 9 tenien dues cambres, 27 en tenien tres, 55 en tenien quatre i 93 en tenien cinc o més. 151 habitatges disposaven pel capbaix d'una plaça de pàrquing. A 88 habitatges hi havia un automòbil i a 85 n'hi havia dos o més.

### Piràmide de població
La piràmide de població per edats i sexe el 2009 era:
| Homes | Edats   | Dones |
| ----- | ------- | ----- |
| 0     | 95 o +  | 0     |
| 0     | 90 a 94 | 0     |
| 4     | 85 a 89 | 4     |
| 4     | 80 a 84 | 4     |
| 8     | 75 a 79 | 12    |
| 8     | 70 a 74 | 20    |
| 16    | 65 a 69 | 4     |
| 12    | 60 a 64 | 20    |
| 12    | 55 a 59 | 16    |
| 12    | 50 a 54 | 16    |
| 8     | 45 a 49 | 16    |
| 16    | 40 a 44 | 8     |
| 24    | 35 a 39 | 20    |
| 16    | 30 a 34 | 16    |
| 24    | 25 a 29 | 8     |
| 4     | 20 a 24 | 28    |
| 4     | 15 a 19 | 0     |
| 16    | 10 a 14 | 16    |
| 24    | 5 a 9   | 8     |
| 8     | 0 a 4   | 8     |

## Economia
El 2007 la població en edat de treballar era de 259 persones, 197 eren actives i 62 eren inactives. De les 197 persones actives 184 estaven ocupades (94 homes i 90 dones) i 12 estaven aturades (9 homes i 3 dones). De les 62 persones inactives 24 estaven jubilades, 27 estaven estudiant i 11 estaven classificades com a «altres inactius».

### Ingressos
El 2009 a Vosne-Romanée hi havia 178 unitats fiscals que integraven 438 persones, la mediana anual d'ingressos fiscals per persona era de 25.400 €.

### Activitats econòmiques
Dels 33 establiments que hi havia el 2007, 1 era d'una empresa alimentària, 3 d'empreses de construcció, 15 d'empreses de comerç i reparació d'automòbils, 1 d'una empresa de transport, 3 d'empreses d'hostatgeria i restauració, 4 d'empreses immobiliàries, 3 d'empreses de serveis, 1 d'una entitat de l'administració pública i 2 d'empreses classificades com a «altres activitats de serveis».
Dels 6 establiments de servei als particulars que hi havia el 2009, 1 era una oficina de correu, 2 guixaires pintors, 1 lampisteria, 1 perruqueria i 1 restaurant.
L'any 2000 a Vosne-Romanée hi havia 63 explotacions agrícoles que ocupaven un total de 368 hectàrees.

## Equipaments sanitaris i escolars
El 2009 hi havia una escola maternal.

## Poblacions més properes
El següent diagrama mostra les poblacions més properes.